# Блинов, Григорий Иванович
Григорий Иванович Блинов (20 января /1 февраля 1903, Санкт-Петербург — 22 марта 1965) — советский военный учёный, генерал-лейтенант артиллерии (1959), член-корреспондент Академии артиллерийских наук (1946—1953), доктор военных наук (1950), профессор (1950), заслуженный деятель науки и техники РСФСР (1960), член Коммунистической партии (с 1926).

## Биография
Родился в Санкт-Петербурге. В рядах Красной армии с 1922 года.
Окончил 2-ю Ленинградскую артиллерийскую школу РККА (1925), Артиллерийскую академию имени Ф. Э. Дзержинского (1933).
В 1925—1929 гг — командир взвода, курсовой командир 2-й Ленинградской артиллерийской школы. С 1933 года в Артиллерийской академии имени Ф. Э. Дзержинского: преподаватель, старший преподаватель, начальник кафедры стрельбы наземной артиллерии. С апреля 1941 года командир артиллерийского полка.
В Великую Отечественную войну начальник артиллерии стрелковой бригады (март 1942 — апрель 1943), командующий артиллерией стрелковой дивизии (апрель- август 1943), стрелкового корпуса (август 1943 — июль 1944), заместитель командующего артиллерией армии (август 1943 — июль 1944).
С октября 1944 года вновь на преподавательской работе в Артиллерийской академии имени Ф. Э. Дзержинского: старший преподаватель, заместитель начальника кафедры (1945—1946), начальник кафедры (1946—1953). В 1953-58 гг начальник кафедры Военной артиллерийской командной академии (впоследствии имени М. И. Калинина). С 1958 года начальник Научно-исследовательского института, с 1961 года заместитель, а затем консультант начальника Военной артиллерийской академии.
Автор и руководитель ряда военно-научных трудов по теории стрельбы и управлению огнём наземной артиллерии. В результате исследования и обобщения опыта Великой Отечественной войны внёс большой вклад в развитие проблем теории стрельбы, оценки эффективности поражения целей, новых методов и способов подготовки и управления огнём нескольких дивизионов (артиллерийской группы) и артиллерии соединения (объединения). Под его руководством подготовлен фундаментальный труд «Теория стрельбы наземной артиллерии», широко используемый в практике боевой подготовки артиллерии.
Умер 22 марта 1965 года в Ленинграде, похоронен на Богословском кладбище.

Могила Блинова на Богословском кладбище Санкт-Петербурга.

## Награды
- орден Ленина (30.04.1947)
- три ордена Красного Знамени (15.09.1944, 03.11.1944, 13.06.1952)
- орден Отечественной войны I степени (05.07.1944)
- орден Отечественной войны II степени (17.11.1945)
- орден Красной Звезды (07.12.1940) — «в связи с 120-й годовщиной Артиллерийской ордена Ленина Академии Красной Армии имени Дзержинского, за плодотворную работу по выращиванию и воспитанию артиллерийских кадров»
- медали